# FAI Super Cup
Superpuchar Irlandzkiego Związku Piłki Nożnej (ang. FAI Super Cup) – trofeum przyznawane zwycięskiej drużynie turnieju rozgrywanego pomiędzy aktualnymi medalistami Mistrzostw Irlandii oraz zdobywcą Pucharu Irlandii w danym sezonie.

## Historia
W 1998 roku FAI ogłosiło plany organizacji Superpucharu. Miał być rozgrywany latem i miał służyć jako przygotowanie i zapewnić klubom zaangażowanym w puchary europejskie kilka meczów rywalizacji.
W sezonie 1999 odbył się pierwszy oficjalny turniej o Superpuchar FAI. W pierwszym meczu półfinałowym Shamrock Rovers F.C. pokonał 2:1 Cork City F.C., a w drugim St. Patrick’s Athletic F.C. po bezbramkowym remisie w czasie podstawowym zwyciężył w rzutach karnych 5:4 Shelbourne F.C. W finale Shamrock Rovers wygrał 2:0 z St. Patrick’s Athletic i został pierwszym zwycięzcą trofeum. W 2001 roku został zamieniony na League of Ireland Cup.

## Format
Turniej o Superpuchar Irlandzkiego Związku Piłki Nożnej rozgrywany był latem, przed rozpoczęciem każdego sezonu. Pierwsze trzy edycje rozpoczynały się z dwóch meczów półfinałowych, potem przegrani walczyli w meczu o 3. miejsce, a zwycięzcy przechodziły do finału. W przypadku remisu po upływie regulaminowego czasu gry od razu przeprowadzana seria rzutów karnych. W ostatniej edycji mecze rozgrywane systemem ligowym. Finały grane na stadionach Richmond Park lub Tolka Park w Dublinie.

## Zwycięzcy i finaliści
| Rok                                                                | Organizator | T |           | Finał                            | Finał        | Finał                       |       | Mecz o 3 miejsce      | Mecz o 3 miejsce | Mecz o 3 miejsce |  | Uwagi   |
| Rok                                                                | Organizator | T | Zwycięzca | Wynik                            | Finalista    | III miejsce                 | Wynik | IV miejsce            |                  |                  |  | Uwagi   |
| Superpuchar Irlandzkiego Związku Piłki Nożnej (ang. FAI Super Cup) |             |   |           |                                  |              |                             |       |                       |                  |                  |  |         |
| 1998                                                               | Dublin      | 1 |           | Shamrock Rovers F.C.             | 2:0          | St. Patrick’s Athletic F.C. |       | Cork City F.C.        | 1:1 (k. 4:1)     | Shelbourne F.C.  |  | 4 kluby |
| 1999                                                               | Dublin      | 1 |           | St. Patrick’s Athletic F.C.      | 0:0 (k. 3:2) | Shelbourne United           |       | Bray Wanderers A.F.C. | 2:1              | Cork City F.C.   |  | 4 kluby |
| 2000                                                               | Dublin      | 1 |           | University College Dublin A.F.C. | 2:2 (k. 5:4) | Bohemian F.C.               |       | Cork City F.C.        | 2:0              | Shelbourne F.C.  |  | 4 kluby |

| Rok  | Organizator | T |  | Zwycięzca       | II miejsce    | III miejsce    | IV miejsce         |  | Uwagi   |
| 2001 | Dublin      | 1 |  | Shelbourne F.C. | Bohemian F.C. | Cork City F.C. | Longford Town F.C. |  | 4 kluby |

## Statystyka

### Klasyfikacja według klubów
W dotychczasowej historii finałów o Superpuchar FAI na podium oficjalnie stawało w sumie 7 drużyn. Najbardziej utytułowane kluby to Shamrock Rovers F.C., St. Patrick’s Athletic F.C. i University College Dublin A.F.C. i Shelbourne F.C., którzy wygrywały trofeum po jednym razie.
Stan na 31.05.2022.
| Lp.                    | Klub                      | Miejsca na podium | Miejsca na podium | Miejsca na podium | Zwycięskie sezony |   |   |      |
| ---------------------- | ------------------------- | ----------------- | ----------------- | ----------------- | ----------------- | - | - | ---- |
| Lp.                    | Klub                      | 1.                | Shelbourne        | 1                 | Zwycięskie sezony | 1 | 0 | 2001 |
| St. Patrick’s Athletic | 1                         | 1.                | 1                 | 0                 | 1999              |   |   |      |
| 3.                     | Shamrock Rovers           | 1                 | 0                 | 0                 | 1998              |   |   |      |
| 3.                     | University College Dublin | 1                 | 0                 | 0                 | 2000              |   |   |      |
| 5.                     | Bohemian                  | 0                 | 2                 | 0                 |                   |   |   |      |
| 6.                     | Cork City                 | 0                 | 0                 | 3                 |                   |   |   |      |
| 7.                     | Bray Wanderers            | 0                 | 0                 | 1                 |                   |   |   |      |

### Klasyfikacja według miast
Stan na 31.05.2022.
| Miasto | Liczba tytułów | Kluby                                                                                                |
| ------ | -------------- | --- |
| Dublin | 4              | St. Patrick’s Athletic F.C. (1), Shamrock Rovers F.C. (1), Shelbourne (1), University College Dublin |